# Maurischer Stil

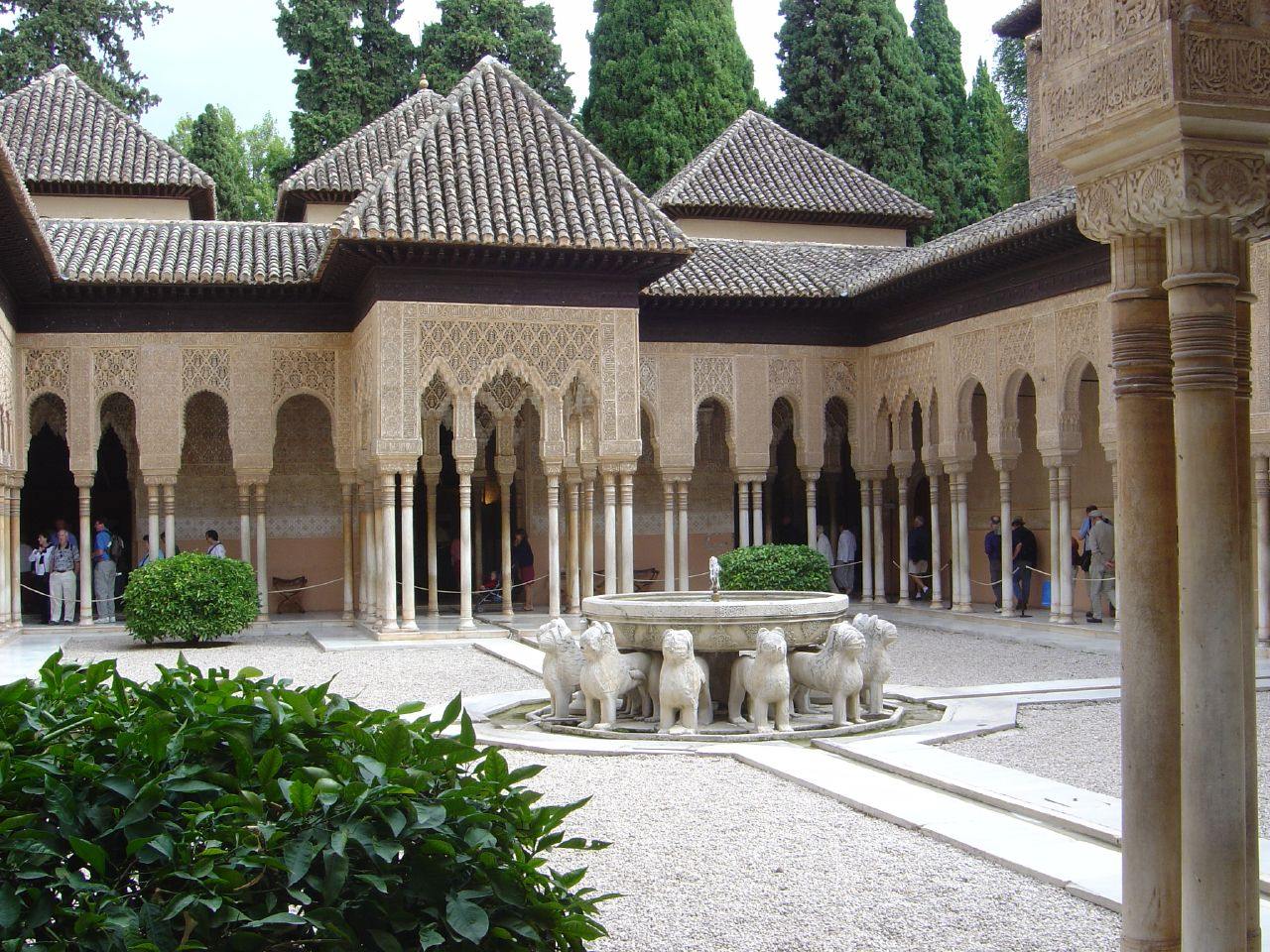
Löwenhof und Löwenbrunnen in der Alhambra in Granada

Die Begriffe Maurischer Stil oder Maurische Kunst bezeichnen die architektonischen und dekorativen Kunstäußerungen der Berber und der zeitweise mit ihnen verbündeten Araber im Maghreb und in Andalusien in der Zeit des 8. bis 18. Jahrhunderts. Der Begriff Neomaurischer Stil wird bei Bauten oder kunsthandwerklichen Produkten des 19. oder 20. Jahrhunderts in Spanien oder anderen Teilen Europas und der Welt angewandt, die sich auf ältere maghrebinische Vorbilder beziehen.

## Architektur

### Geschichte

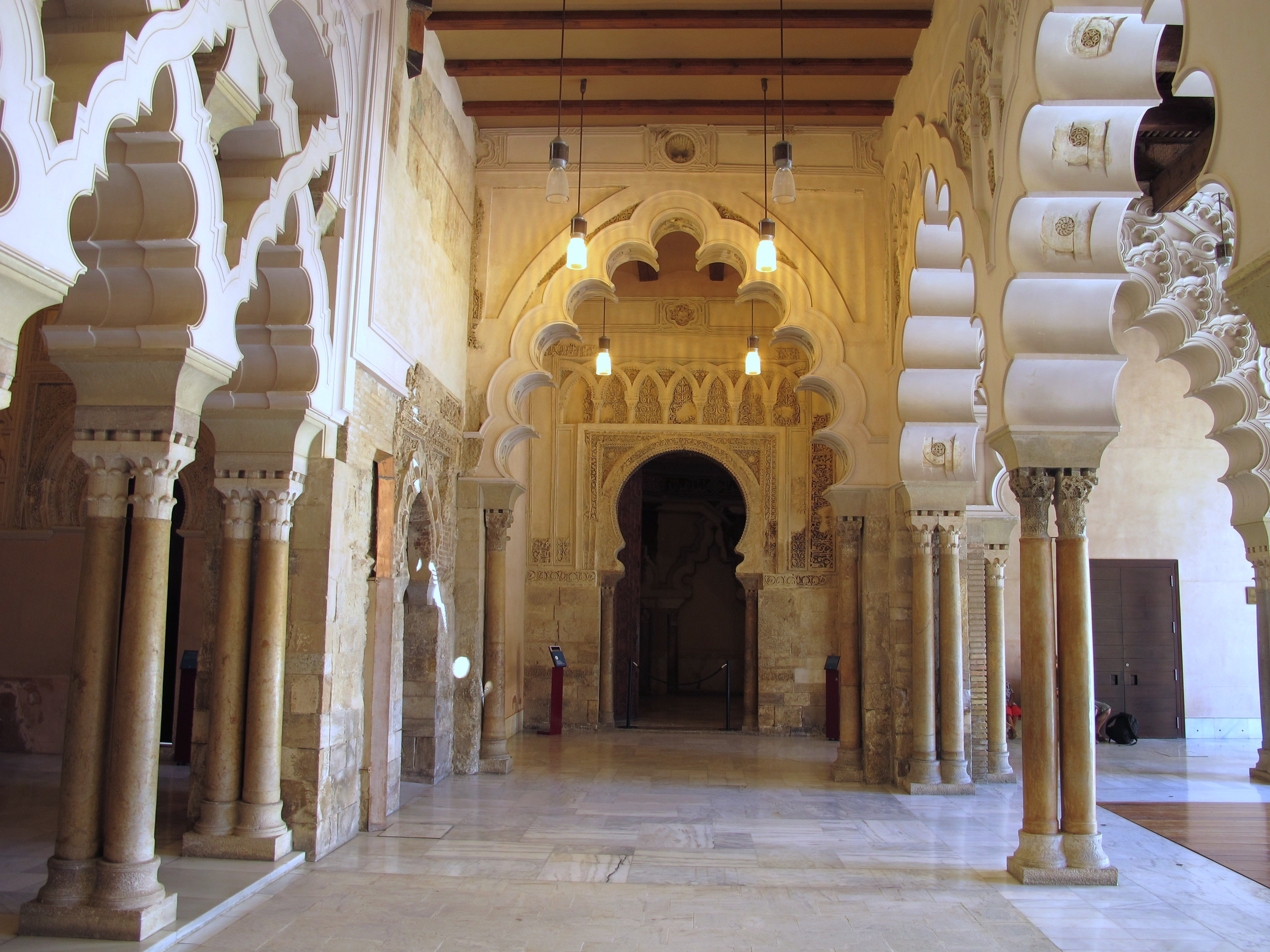
Aljafería, Saragossa

Die arabischen Heerführer, die in der 2. Hälfte des 7. Jahrhunderts den Westen Nordafrikas (al-maghrib) eroberten, waren in hohem Maße den Denktraditionen Arabiens, Syriens und Ägyptens verhaftet. Doch schnell stellte sich heraus, dass ohne die Hilfe der zahllosen Berberstämme eine weitere Expansion des Islam im Westen schwierig, wenn nicht gar unmöglich sein würde. Nach der Eroberung Andalusiens (711–ca. 750) und der Etablierung des Emirats von Córdoba durch den Omayyaden-Flüchtling Abd ar-Rahman I. (reg. 756–788) setzte allmählich eine rege Bautätigkeit ein. Während die ʿUqba-ibn-Nāfiʿ-Moschee von Kairouan (nach 703), die Mezquita de Córdoba (nach 784) und die Kairaouine-Moschee von Fès (nach 857) noch in hohem Maße den eher strengen syrischen Bauauffassungen verhaftet sind (vgl. Umayyaden-Moschee, Damaskus), zeigen spätere Erweiterungen sowie Neubauten eine große ornamentale Schaffensbreite. Ganz besonders ist in diesem Zusammenhang die vor den Toren Córdobas liegende Palaststadt Medina Azahara (nach 936) zu erwähnen, bei der das Dekor und das lockere Gefüge der Bauten ihre repräsentativen Ansprüche unterstreichen. Ähnliches gilt für die Paläste der Alhambra-Festung von Granada und der Aljafería von Saragossa (beide hauptsächlich nach 1300). Das für den Maurischen Stil so charakteristische Rautenpaneel (z. B. Giralda oder Hassan-Turm) erscheint erstmals im oberen Teil der Fassade der ehemaligen Moschee und späteren Kirche El Cristo de la Luz (999/1000) in Toledo.

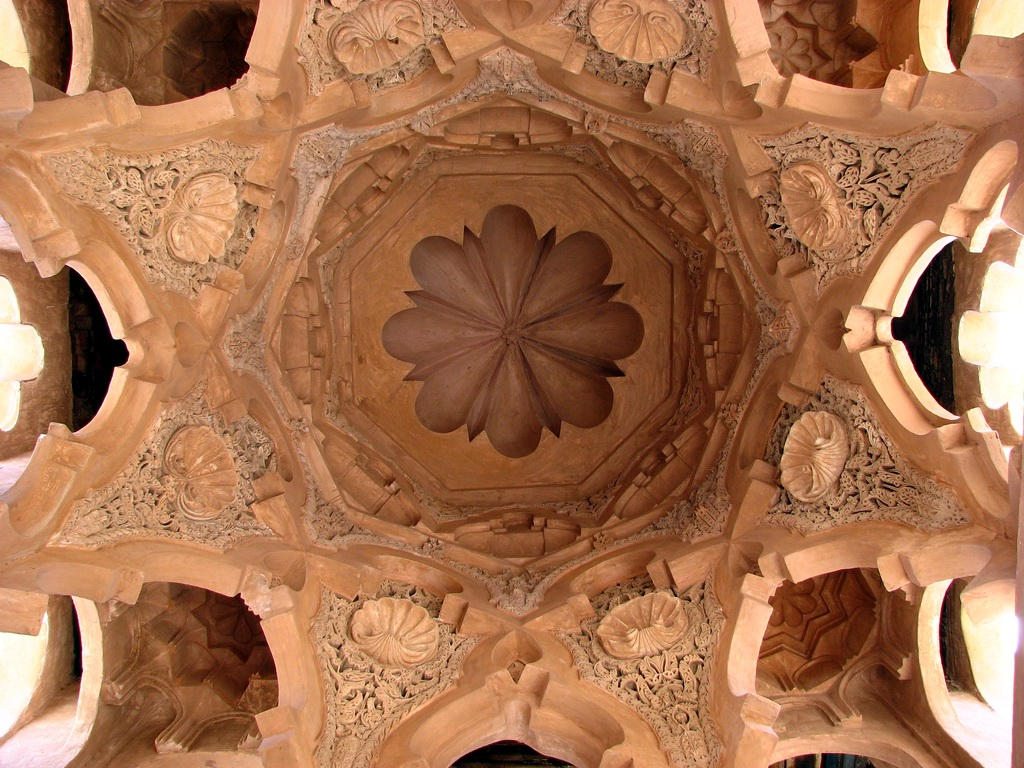
Koubba el-Baadiyn in Marrakesch (um 1120)

Im Norden Afrikas begann man um das Jahr 1007 ebenfalls mit der Errichtung von Palaststädten (z. B. Qala der Banu Hammad im heutigen Algerien), von der jedoch außer einem Minarett kaum etwas erhalten ist. Es dauerte noch weitere 110 Jahre bis zum Bau der Koubba el-Baadiyn in der von den Almoraviden neugegründeten Stadt Marrakesch, die in ihrer Deckengestaltung erstmals Ornamente (z. B. Muscheln) zeigt, wie sie für den Maurischen Stil späterer Jahrhunderte vorbildhaft sein sollten. Hierbei ist auch die Tatsache erwähnenswert, dass die Bauten in Córdoba und Medina Azahara immer noch komplett in Stein gearbeitet waren, während die Bauten Nordafrikas in ihrem Kern aus Stampflehm vermischt mit Bruchsteinen bestehen oder aus Ziegelsteinen gemauert sind und anschließend verputzt oder mit Stuckdekor ausgekleidet wurden. Unter den sowohl in religiösen als auch kulturellen Belangen als rigoros und dekorfeindlich geltenden Almohaden traten die Ziegelsteinbauweise und das Stuckdekor gegenüber der eher einfachen und strengen Stampflehm- und Natursteinbauweise wieder zurück (vgl. Moschee von Tinmal und Koutoubia-Moschee). Die Kachelmosaiken im oberen Bereich des Koutoubia-Minaretts sind möglicherweise die ersten ihrer Art in Marokko und gehören der Zeit um 1200 an. Erst unter den Meriniden (1269–1465) begann die breite Fächerung des sowohl materialästhetisch als auch kunsthandwerklich hervorstechenden Maurischen Stils in Marokko (vgl. Medersa Attarine, Fès oder Medersa Bou Inania, Meknès), der auch noch unter den Saadiern (16./17. Jahrhundert) und den Alawiden (v. a. bei den Bauten Mulai Ismails) Anwendung fand.

### Formenrepertoire

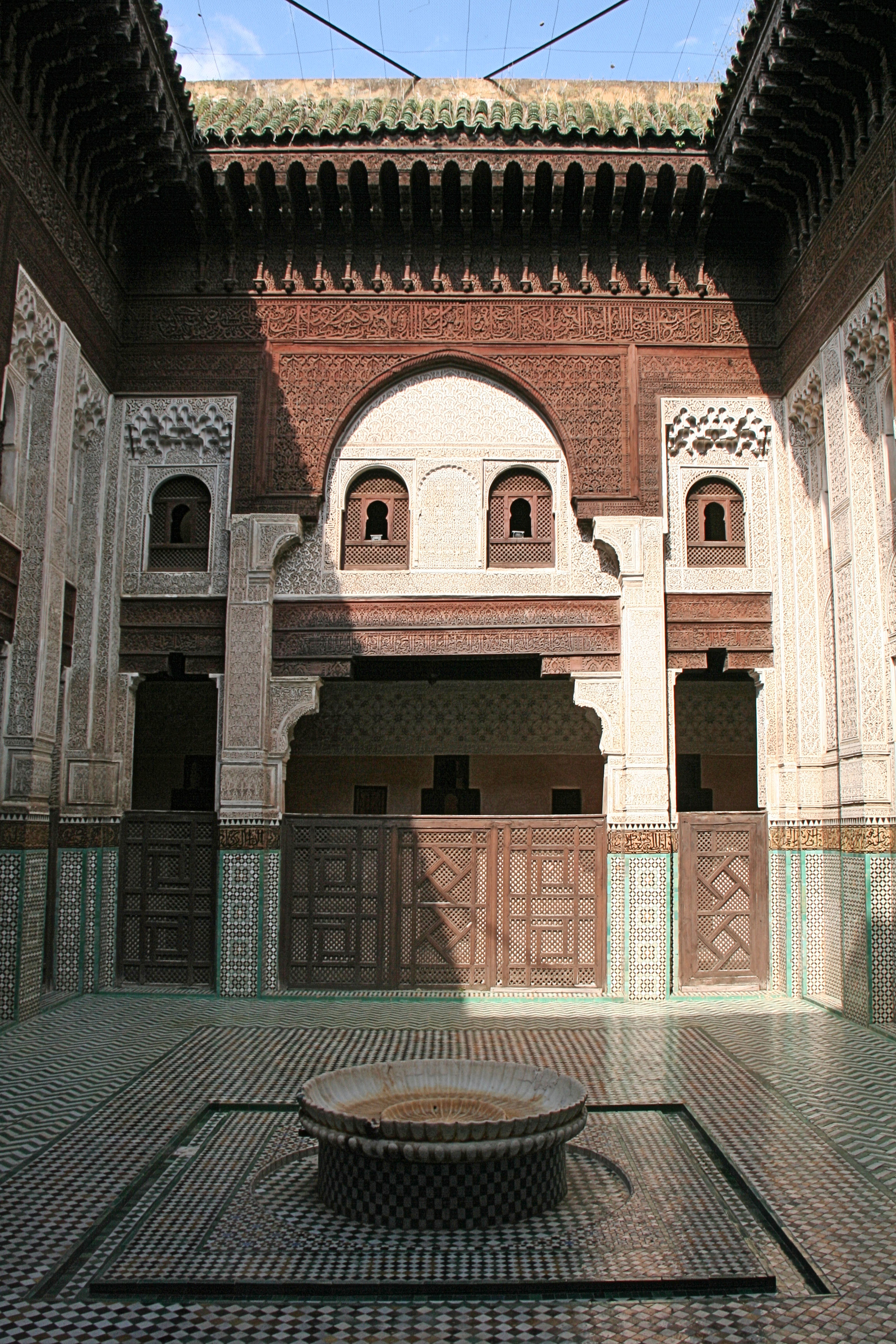
Medersa Bou Inania, Meknès

Zum typischen Formenrepertoire des Maurischen Stils gehören:
- schlanke Säulen, oft paarweise oder in Gruppen
- Hufeisenbogen (oft überschneidend)
- Alfiz-Rahmungen von Fenstern und Türen
- Zwillingsfenster (ajimez)
- Muqarnas-Dekore
- Lambrequinbögen
- Stuckdekore mit geometrischen und vegetabilischen Motiven
- Muschelornamente
- Rautendekore (sebka)
- Vielpassbögen und Lambrequinbögen
- Maschrabiyya-Schnitzereien
- Azulejo#Kachelmosaike (azulejos) mit Flechtband- und Sternmotiven
- Inschriftbänder aus Stuck oder in Wandkacheln
- Artesonado-Decken und -türen

### Bekannte Bauten

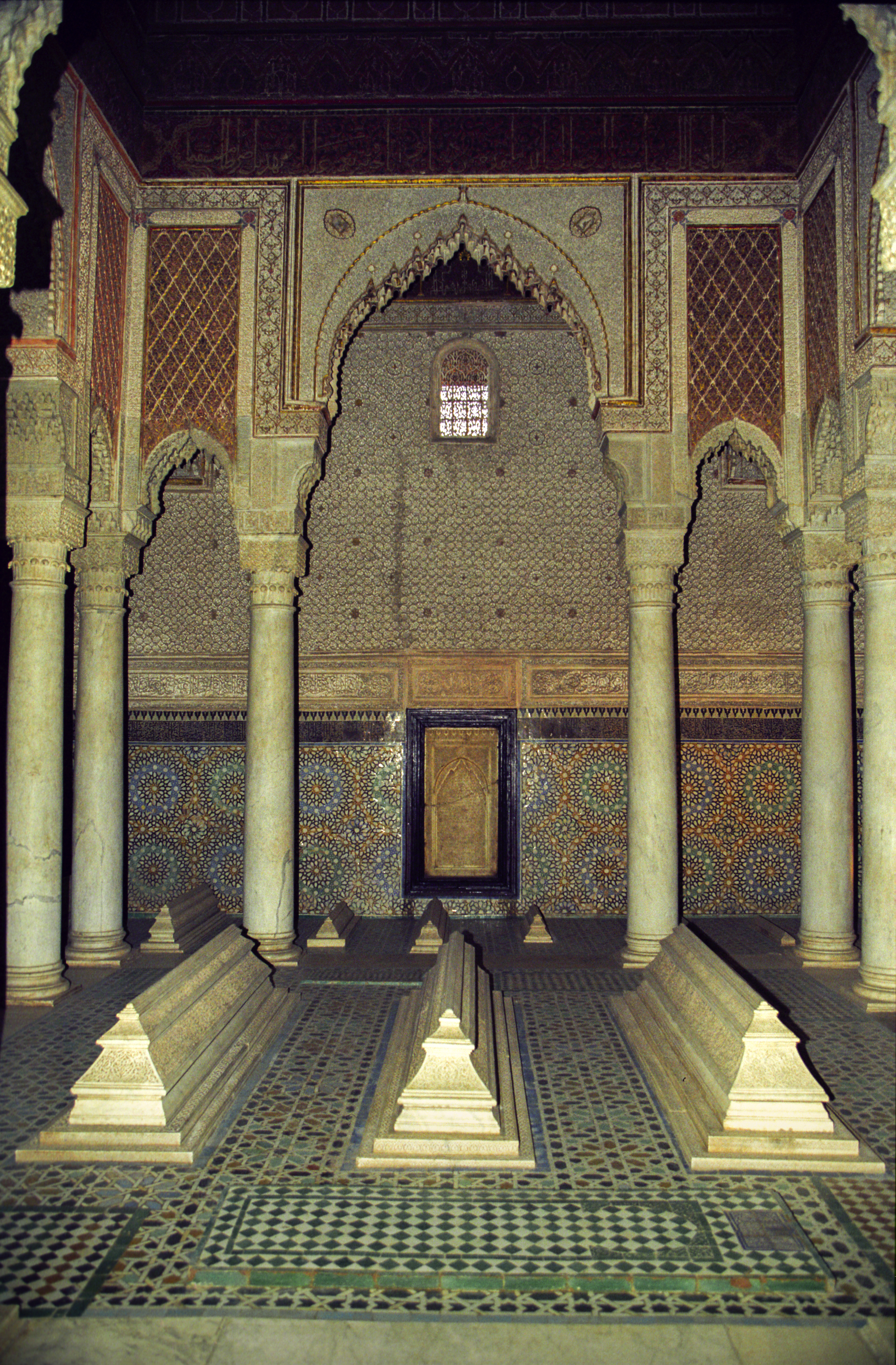
Saadier-Gräber, Marrakesch

- Mezquita de Córdoba (Villaviciosa-Kapelle und Außendekor)
- Medina Azahara (Botschaftersaal)
- El-Cristo-de-la-Luz-Moschee, Toledo
- Koubba el-Baadiyn, Marrakesch
- Moschee von Tinmal, Hoher Atlas
- Große Moschee, Taza
- Koutoubia-Moschee, Marrakesch
- Bab Agnaou, Marrakesch
- Hassan-Turm, Rabat
- Alhambra-Palast, Granada
- Aljafería-Palast, Saragossa
- Medersa Bou Inania, Meknès
- Medersa Attarine, Fès
- Medersa Ben Youssef, Marrakesch
- Saadier-Gräber, Marrakesch
- Bab Mansour, Meknès

## Mudéjar-Stil
Eine spätmittelalterliche und frühneuzeitliche Nachwirkung des Maurischen Stils findet sich im Mudéjarstil im Spanien des 12. bis 17. Jahrhunderts.

## Neomaurischer Stil
Unter dem Begriff „Neomaurischer Stil“ werden historisierende Bauten und Kunsthandwerk des 19. und 20. Jahrhunderts – hauptsächlich auf der Iberischen Halbinsel, aber auch in Malta, Frankreich, England, Österreich und Deutschland – zusammengefasst, die Formen und andere Techniken (z. B. Glasuren) des Maurischen Stils aufnehmen oder imitieren.

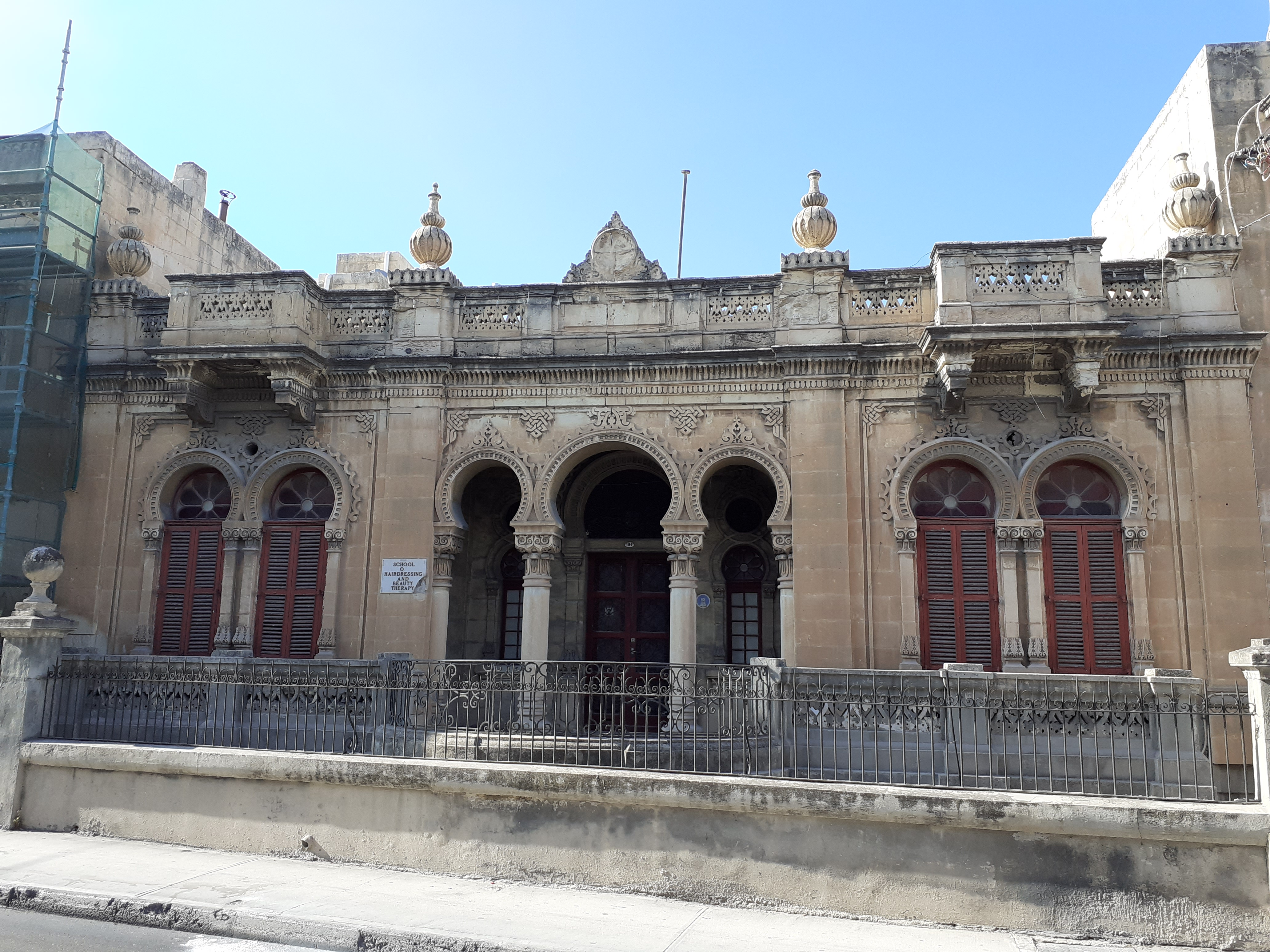
Villa Alhambra, Sommersitz des Architekten Emanuele Luigi Galizia in Sliema, Malta
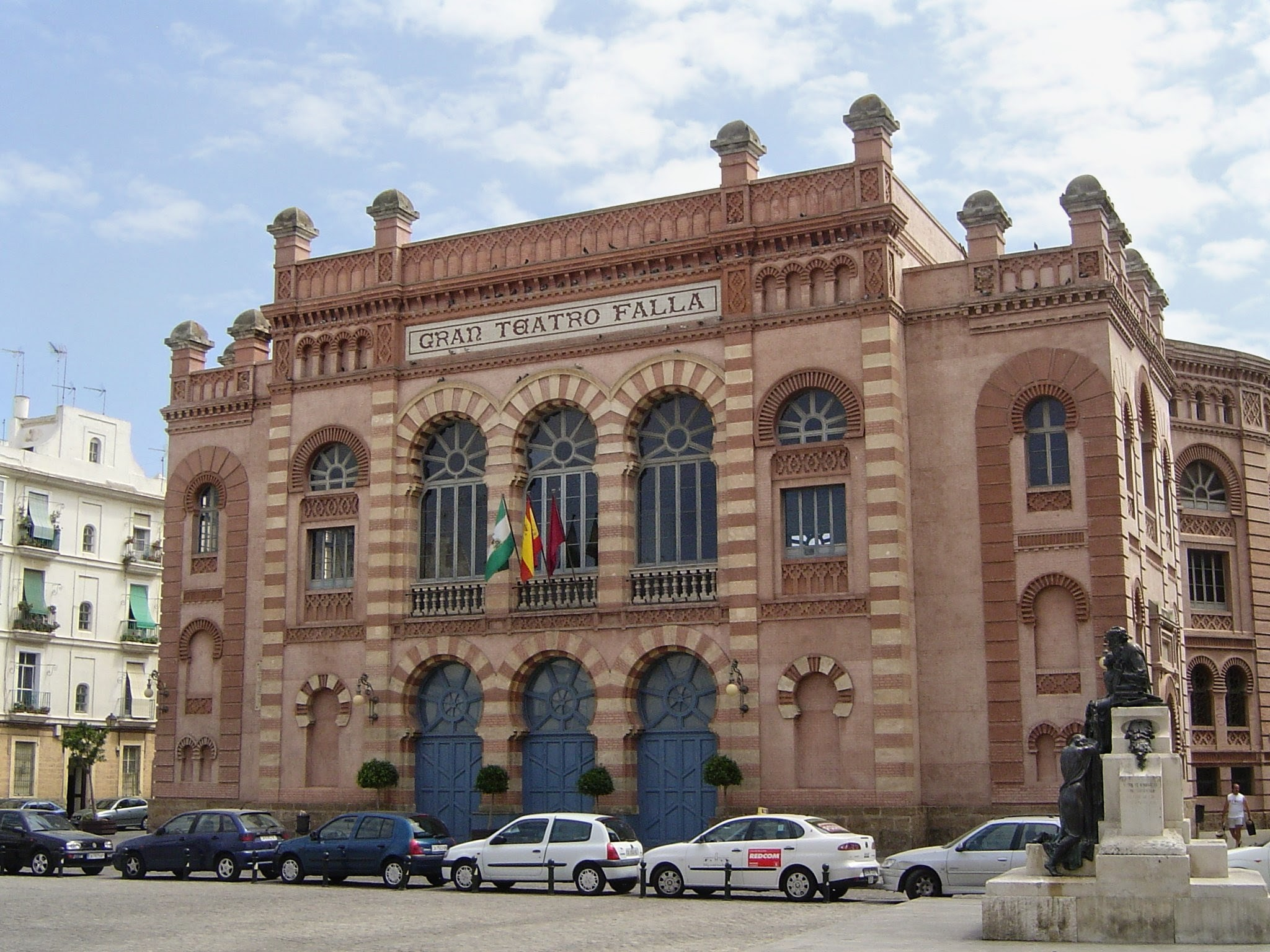
Gran Teatro Falla, Cádiz
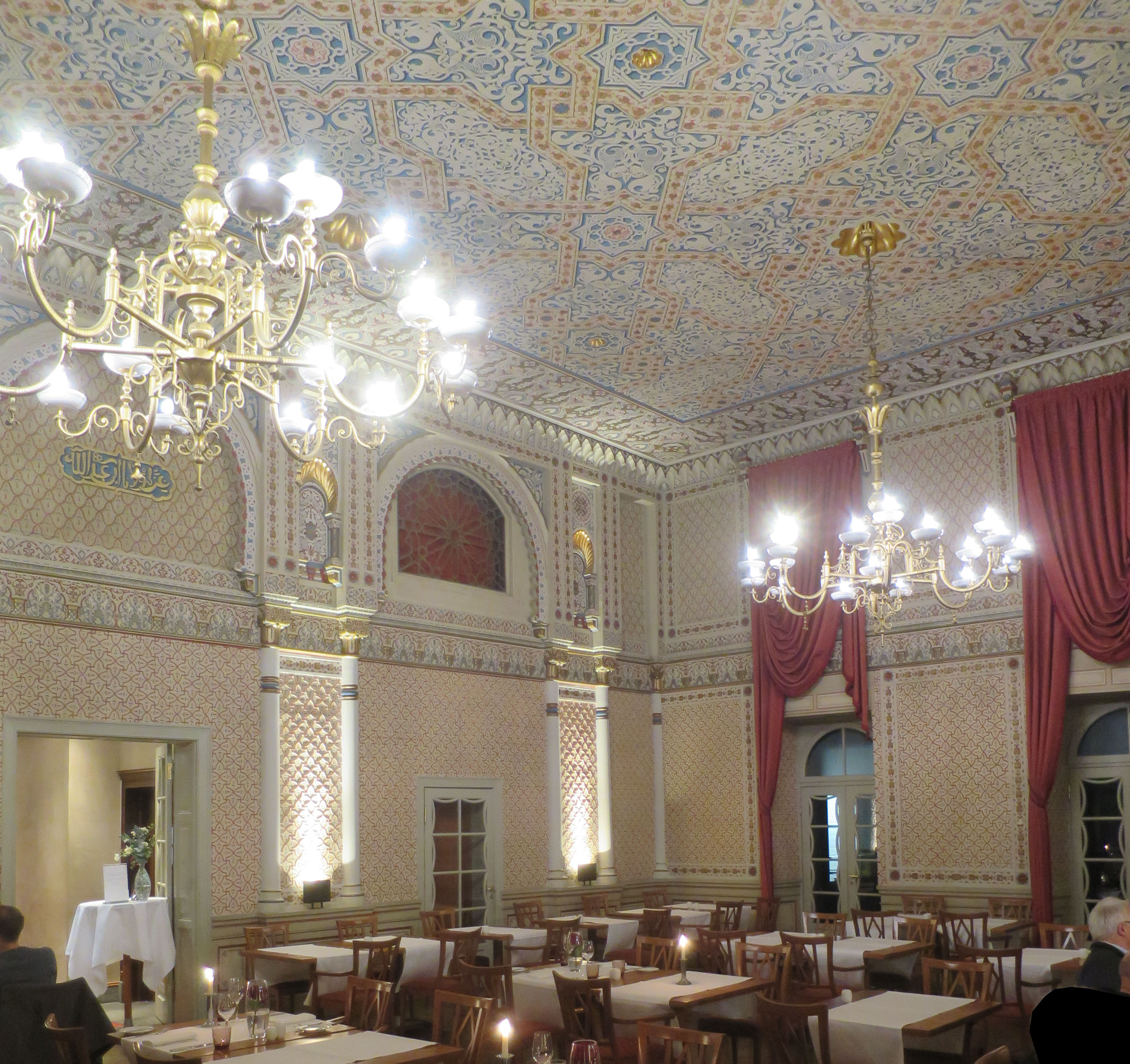
Maurischer Saal, Hotel Halm, Konstanz
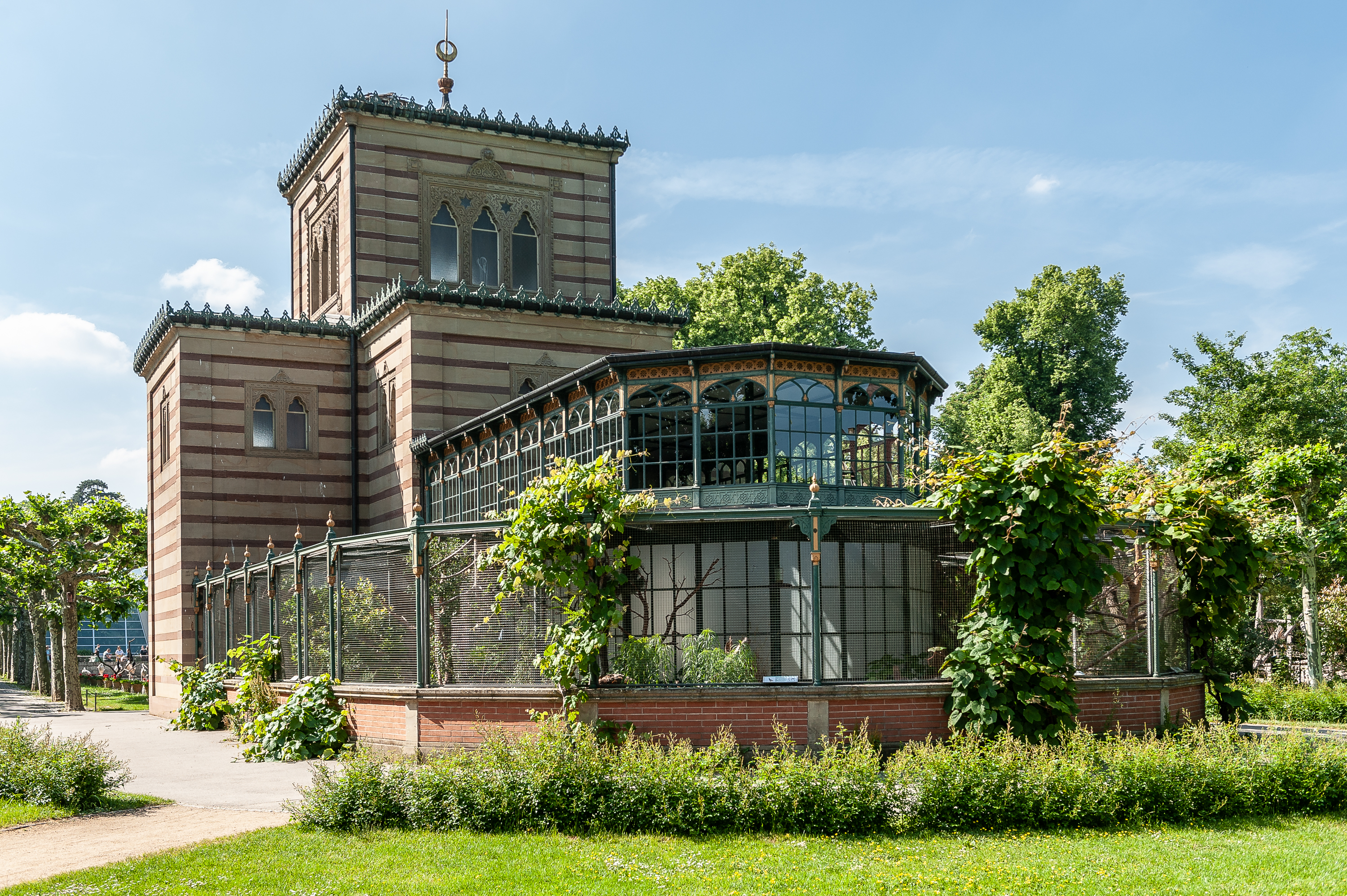
Damaszenerhalle, Wilhelma, Stuttgart
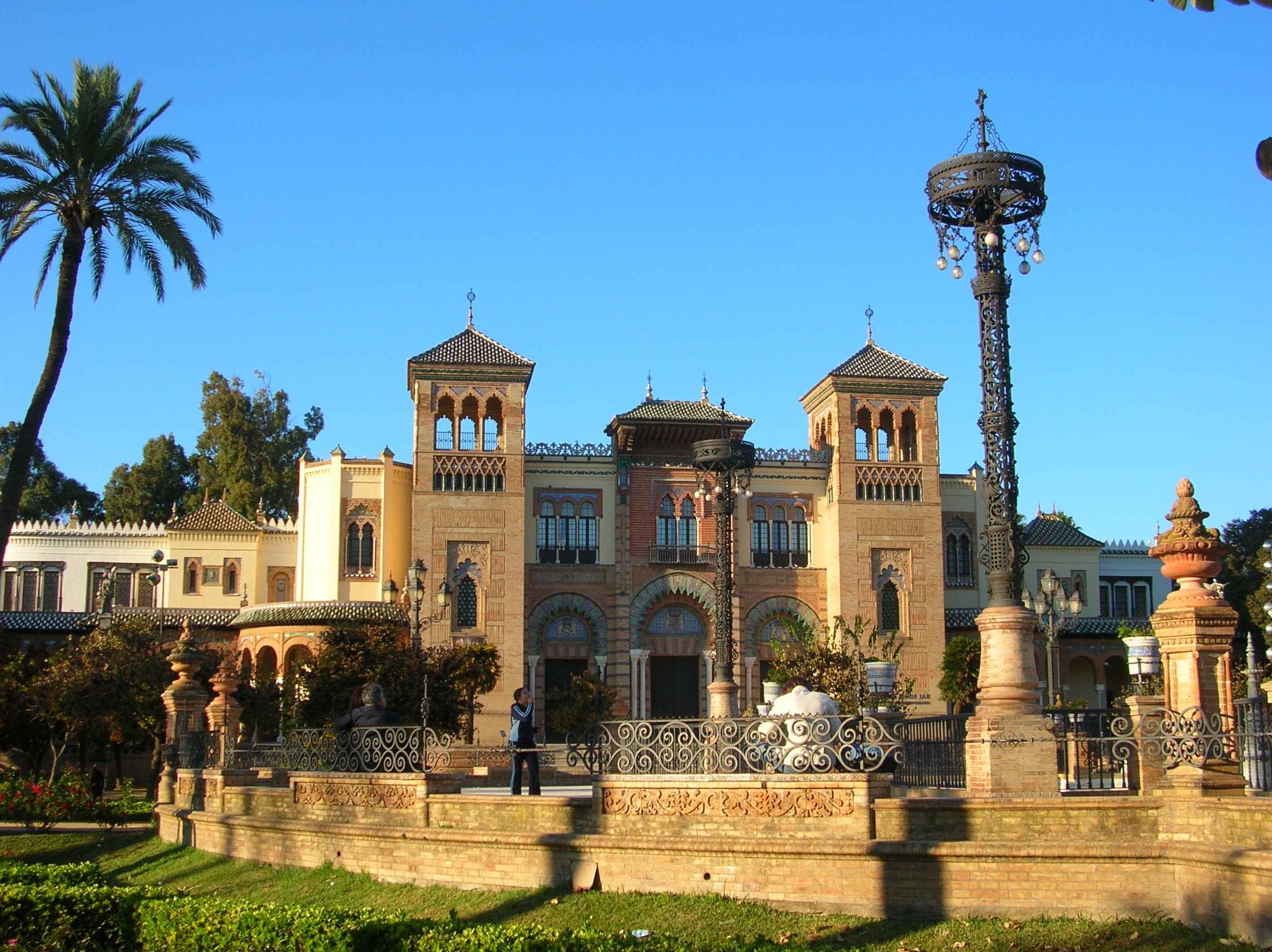
Gebäude im Maria-Luisa-Park, Sevilla
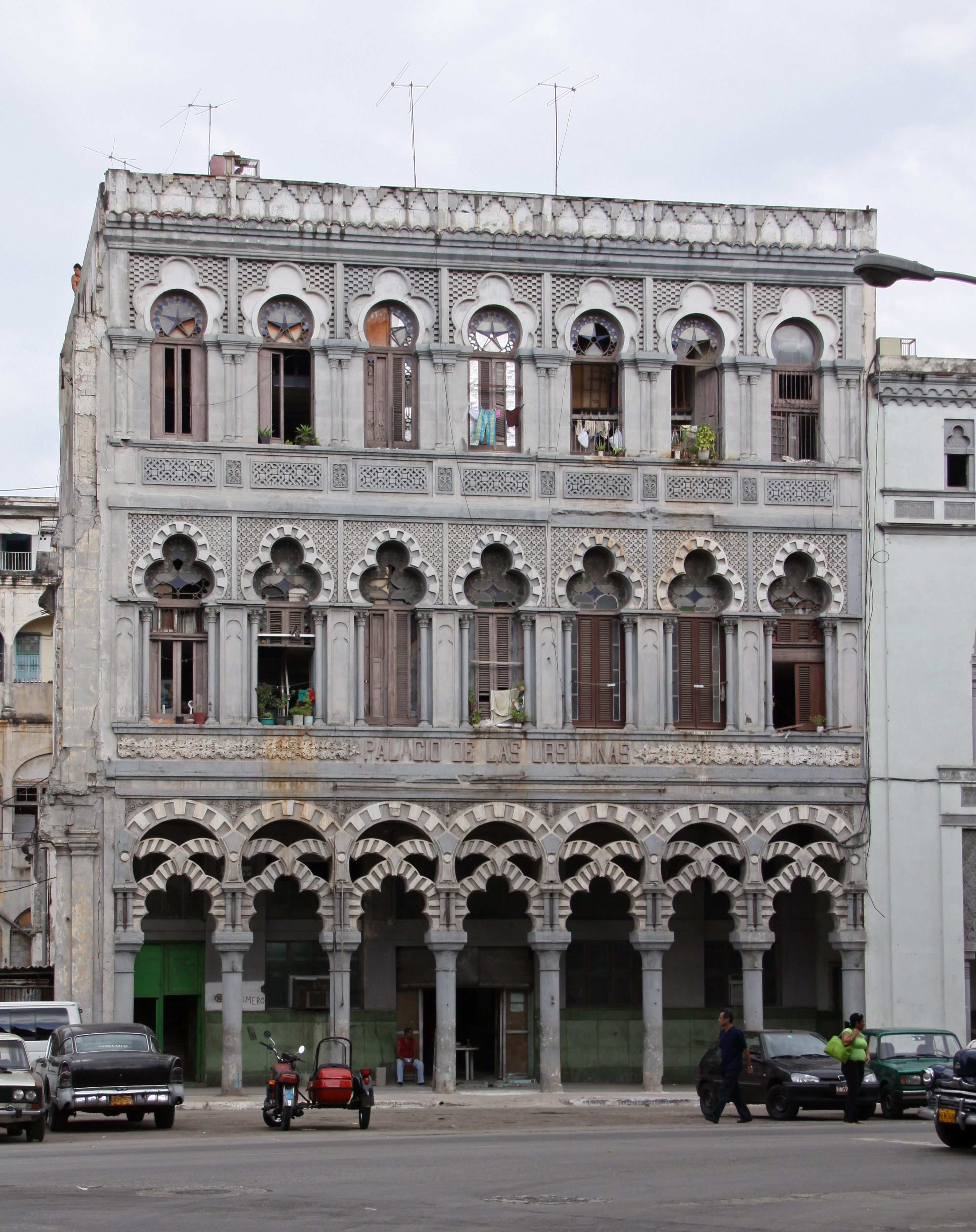
Palacio de las Ursulinas, Havanna
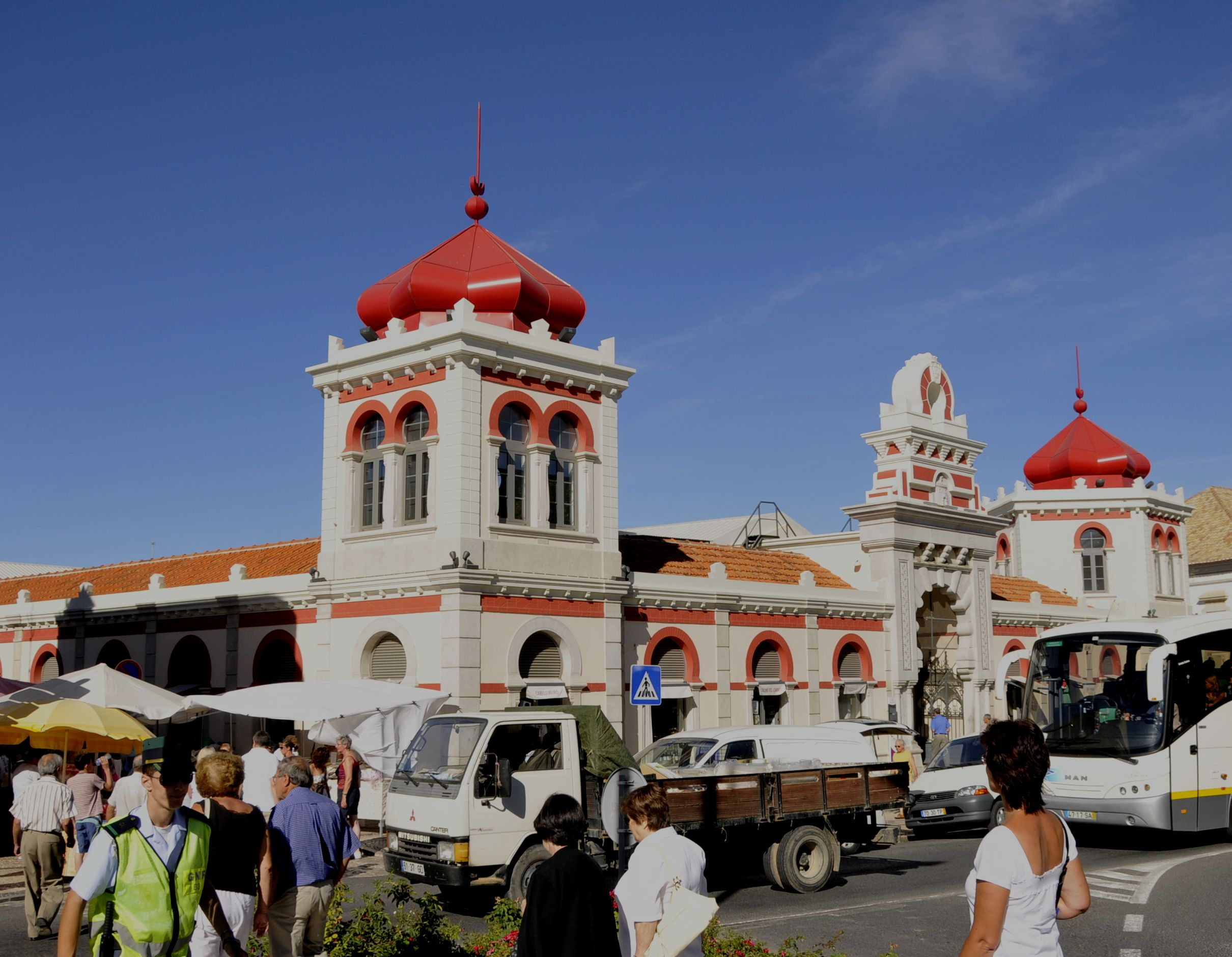
Markthalle von Loulé, Portugal

## Kunsthandwerk
Aus dem Bereich des nicht architekturgebundenen Kunsthandwerks sind nur wenige glasierte Vasen und Aquamanile erhalten, ansonsten ist das meiste im Lauf der Zeit verlorengegangen. Die Existenz von Webteppichen, gemusterten Seiden-, Woll- und Baumwollstoffen sowie von punzierten Leder- und Metallarbeiten ist durch Schriftquellen und Fundreste bezeugt. Daneben spielt die Kunst der Herstellung und der ornamentalen Verzierung von Waffen (v. a. Dolche) eine bedeutende Rolle.